# 龙泉山站
龙泉山站是一个位于中华人民共和国湖北省武汉市江夏区流芳街道龙泉大道，属于光谷空轨的铁路车站。

## 站台结构
采用2个侧式站台。